# The Hobbit: An Unexpected Journey (soundtrack)
The Hobbit: An Unexpected Journey is de soundtrack van de film The Hobbit: An Unexpected Journey. Het album werd gecomponeerd door Howard Shore en kwam uit op 11 december 2012, ongeveer gelijk met de film.

## Tracklijst
| Nr. | Titel                | Duur |
| --- | -------------------- | ---- |
| 1.  | My Dear Frodo        | 8:04 |
| 2.  | Old Friends          | 4:29 |
| 3.  | An Unexpected Party  | 3:57 |
| 4.  | Axe or Sword?        | 5:59 |
| 5.  | Misty Mountains      | 1:42 |
| 6.  | The Adventure Begins | 2:06 |
| 7.  | The World is Ahead   | 2:18 |
| 8.  | An Ancient Enemy     | 4:58 |
| 9.  | Radagast the Brown   | 4:53 |
| 10. | Roast Mutton         | 4:00 |
| 11. | A Troll-Hoard        | 2:39 |
| 12. | The Hill of Sorcery  | 3:51 |
| 13. | Warg-Scouts          | 3:05 |

| Nr. | Titel                       | Duur |
| --- | --------------------------- | ---- |
| 1.  | The Hidden Valley           | 3:50 |
| 2.  | Moon Runes                  | 3:20 |
| 3.  | The Defiler                 | 1:15 |
| 4.  | The White Council           | 7:19 |
| 5.  | Over Hill                   | 3:43 |
| 6.  | A Thunder Battle            | 3:55 |
| 7.  | Under Hill                  | 1:54 |
| 8.  | Riddles in the Dark         | 5:22 |
| 9.  | Brass Buttons               | 7:38 |
| 10. | Out of the Frying-Pan       | 5:54 |
| 11. | A Good Omen                 | 5:46 |
| 12. | Song of the Lonely Mountain | 4:10 |
| 13. | Dreaming of Bag End         | 1:49 |

## Hitnoteringen

### NPO Klassiek Filmmuziek Top 200
| Als The Hobbit in de NPO Klassiek Filmmuziek Top 200 | Als The Hobbit in de NPO Klassiek Filmmuziek Top 200 | Als The Hobbit in de NPO Klassiek Filmmuziek Top 200 | Als The Hobbit in de NPO Klassiek Filmmuziek Top 200 | Als The Hobbit in de NPO Klassiek Filmmuziek Top 200 | Als The Hobbit in de NPO Klassiek Filmmuziek Top 200 | Als The Hobbit in de NPO Klassiek Filmmuziek Top 200 |
| Jaar                                                 | 2020                                                 | 2021                                                 | 2022                                                 | 2023                                                 | 2024                                                 | 2025                                                 |
| ---------------------------------------------------- | ---------------------------------------------------- | ---------------------------------------------------- | ---------------------------------------------------- | ---------------------------------------------------- | ---------------------------------------------------- | ---------------------------------------------------- |
| Positie                                              | 30                                                   | 28                                                   | 42                                                   | 38                                                   | 45                                                   | 59                                                   |